# Alaküla (Lääneranna)
Koordinaten: 58° 41′ N, 23° 48′ O
Alaküla (dt. Allenküll) ist ein Dorf (estnisch küla) in der Landgemeinde Lääneranna im Kreis Pärnu (bis 2017: Landgemeinde Lihula im Kreis Lääne) in Estland.

## Einwohnerschaft und Lage
Am 31. Dezember 2011 hatte der Ort 70 Einwohner. Er liegt unmittelbar nordwestlich der Stadt Lihula.
Westlich von Alaküla fließt der Fluss Tuudi (Tuudi jõgi).

## Sohn des Dorfes
- Alexander Baron Engelhardt (1885–1960), deutsch-baltischer Arzt, Gründer des Behring-Archivs in Marburg